# Axel Rombaldoni
Axel Rombaldoni (Pesaro, 23 de marzo de 1990) es un jugador de ajedrez italiano que tiene el título de Gran Maestro desde 2013. En el ranking de la Federación Internacional de Ajedrez (FIDE) de enero de 2016, tenía un Elo de 2553 puntos, lo que le convertía en el jugador número 5 (en activo) de Italia. Su máximo Elo fue de 2553 puntos, en la lista de enero de 2016 (posición 426 en el ranking mundial).

## Resultados destacados en competición
Rombaldoni ganó el Campeonato de Italia sub-10, sub-12 (dos veces), sub-14 (dos veces) y sub-16 (dos veces). Obtuvo la tercera norma de Gran Maestro en el Abierto Capo D'Orso de 2013 donde ganó con 7½ puntos de 9. En septiembre de 2013 ganó el Memorial Kesarovski-Stanchev jugado en Bulgaria con 7½ puntos de 9 y en diciembre de 2014 fue campeón de Italia con 8 puntos de 11, medio punto por delante de Danyyil Dvirnyy.